# Rivière aux Outardes
Der Rivière aux Outardes durchfließt die Verwaltungsregionen Saguenay–Lac-Saint-Jean und Côte-Nord in der kanadischen Provinz Québec.

## Flusslauf
Der Fluss hat seinen Ursprung in den Monts Otish in Zentral-Labrador.
Von dort fließt er ausschließlich in südlicher Richtung.
Er durchfließt die Seen Lac Plétipi und Lac des Îles Brûlées.
Anschließend verbreitert er sich in Form des aufgestauten 650 km² großen Outardes 4-Stausees.
Schließlich mündet der Rivière aux Outardes bei Pointe-aux-Outardes, etwa 20 km südwestlich von Baie-Comeau, in den Mündungstrichter des Sankt-Lorenz-Stroms.
An seiner Mündung verbreitert sich der Rivière aux Outardes und überströmt eine Sandbank, so dass das Gewässer hier sehr seicht ist.
Es gibt mehrere Inseln in der Mündungsbucht. Zu nennen wäre hier Île Blanche, ein 23 m hoher Felsen aus weißem Granit, und Île de la Mine, ein nackter roter 15 m hoher Felsen.
Der Fluss wurde ursprünglich von Jean Alfonse 1544 Cane oder Caen genannt.
Auf den Landkarten von Jacques-Nicolas Bellin aus den Jahren 1744 und 1764 tauchte der
Name Rivière aux Outardes erstmals auf.
Heute ist outardes das kanadisch-französische Wort für Kanadagänse.
Die Innu nannten den Fluss Pirebistibit, Peritibistokou, Pletipishtuk oder Piletipîstuk Shipu.
Zu den wichtigsten Zuflüssen zählen:
- Rivière à l’Argent
  - Rivière à Villéon
- Rivière du Bois Long
- Rivière Matonipi

Als Teil des Manic-Outardes-Projekts wurden in den 1960er und 1970er Jahren entlang des Flusses mehrere Staudämme und Wasserkraftwerke gebaut.
Es gibt drei Wasserkraftwerke, die von Hydro-Québec betrieben werden:
- Réservoir aux Outardes 2 (⊙) – 3 Francis-Turbinen, 523 MW, 1974–1978 erbaut (oberhalb der Mündung bei Chute-aux-Outardes)
- Réservoir aux Outardes 3 (⊙) – 4 Francis-Turbinen, 1026 MW, 1965–1969 erbaut
- Réservoir aux Outardes 4 (⊙) – 4 Francis-Turbinen, 785 MW, 1964–1969 erbaut